# Schuppenkopfbülbül

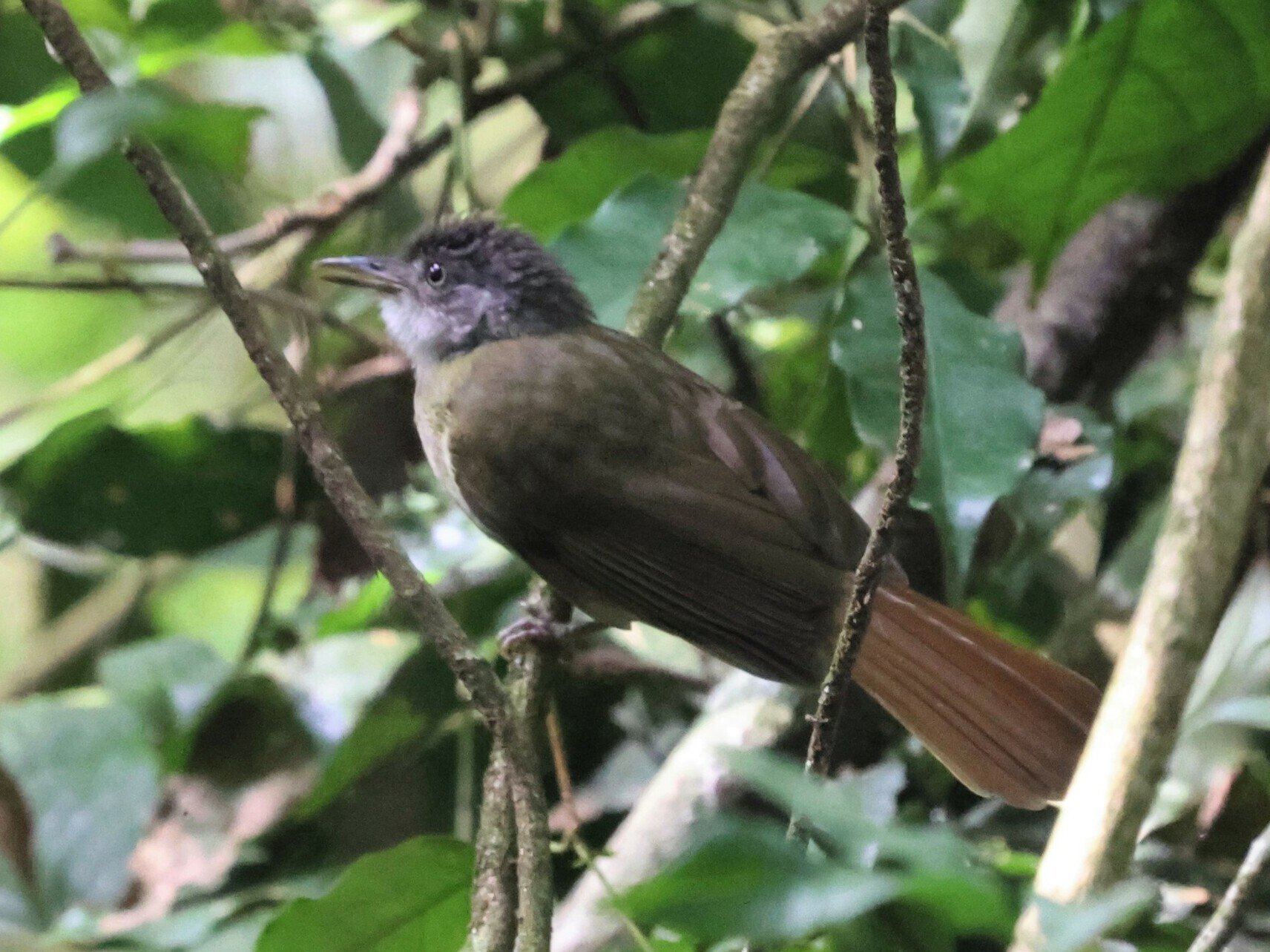
Schuppenkopfbülbül

Der Schuppenkopfbülbül (Phyllastrephus albigularis, Syn.: Xenocichla albigularis), auch Schuppenstirnbülbül genannt, ist eine Vogelart aus der Familie der Bülbüls (Pycnonotidae).

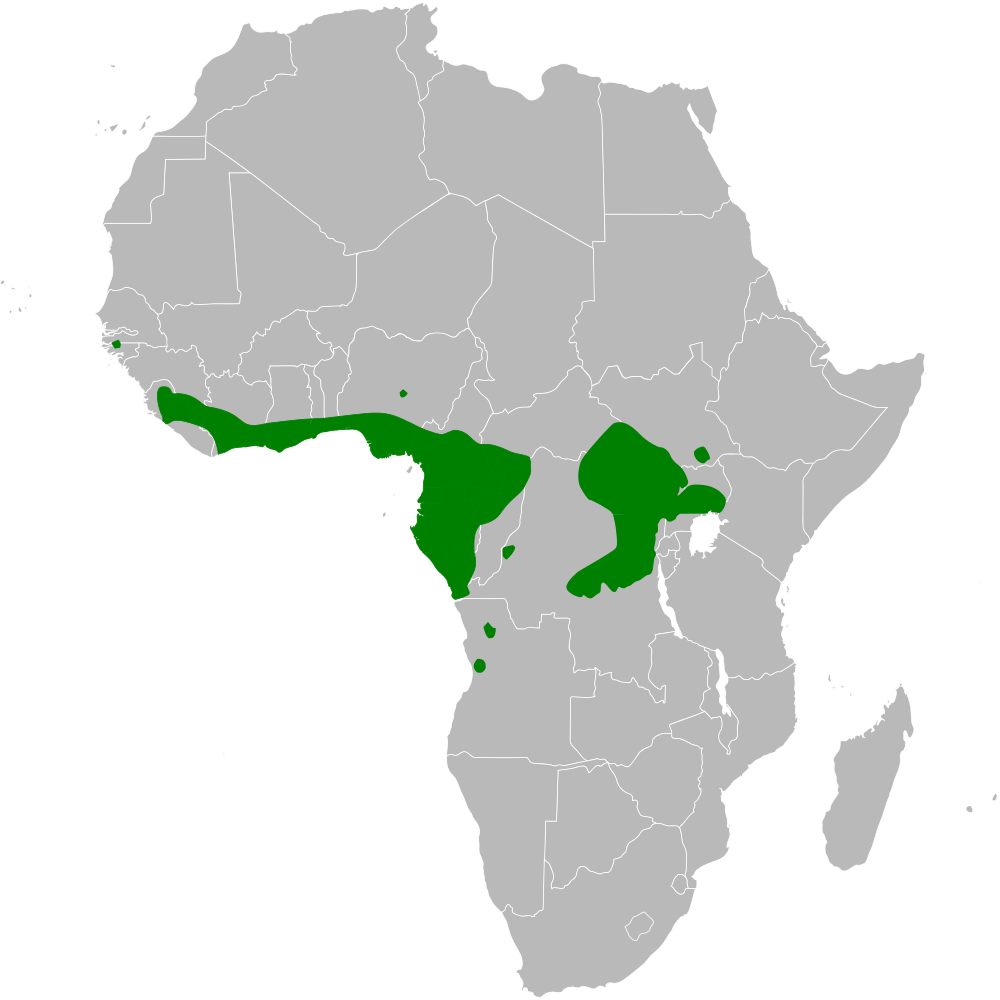
Vorkommen des Schuppenkopfbülbüls

Der Vogel kommt in Zentralafrika vor in Angola, in der Demokratischen Republik Kongo, im Senegal, in Gambia, im Sudan und in Uganda.
Der Lebensraum umfasst tropischen oder subtropischen Primär- und Sekundärwald von 900–1850 m Höhe, häufiger im Tiefland.
Er ist sowohl im Waldesinneren als auch in Randbereichen zu finden, wenn es Lianen und anderen hängenden Bewuchs gibt, gerne auch an Ufer angrenzend.
Der Artzusatz kommt von lateinisch albus ‚weiß‘ und lateinisch gula ‚Kehle‘.
Dieser Vogel ist ein Standvogel.

## Merkmale
Der Vogel ist etwa 17 cm groß, das Männchen wiegt 24–31, das Weibchen 17–28 g, ein kleiner, schlanker Bülbül mit relativ langem Schnabel, grünlich, mit blass gelber Unterseite und weißer Kehle im Gegensatz zur dunkleren Brust und einem arttypisch rötlichen Schwanz. Der Kopf ist grau-braun, von der Stirn bis zum Nacken dunkel bräunlich oder grau-olivfarben. Einzelne Federn sind dunkler und ergeben ein geschupptes Aussehen aus der Nähe. Zügel und Augenregion sind grau, ein angedeuteter enger Augenring ist grau-weiß, die Wangen und Ohrdecken sind grau-braun mit dünner blasser Strichelung und prominenten schwarzen Barthaaren. Die Oberseite einschließlich der Flügel, Schultern und Flügeldecken ist grünlich-oliv, wird am Bürzel blasser, die Oberschwanzdecken sind rotbraun, die Schwanzfedern sind dunkel rötlich-braun mit grünlichen Rändern, der Federschaft ist oben rotbraun, strohfarben unten.
Kinn und Kehle sind weiß und heben sich von der olivfarbenen Brust und der gelblichen Unterseite ab. Brust und Flanken sind grünlich-oliv, in der Brustmitte blasser und gelb gestrichelt, die übrige Unterseite ist blass gelb mit einzelnen grauen oder olivfarbenen Federn, nach hinten zu in Schwefelgelb übergehend, die Unterschwanzdecken sind gelb mit etwas Oliv. Die Hand- und Armschwingen sind dunkelbraun mit olivgrünen Rändern, an der Unterseite innen blass gelblich begrenzt. Der Schnabel ist schwarz mit blasserem Unterschnabel. Die Iris ist dunkelbraun bis blassbraun, gräulich oder weißlich, die Beine sind grau oder bläulich bis fleischfarben.
Das Weibchen ist etwas kleiner. Jungvögel sind am Schnabelwinkel, der Schneidkante und der Schnabelspitze gelb, die Augen sind hell bräunlich-grau, die Füße sind hell bläulich-grau.
Der Rotschwanz-Haarbülbül (Criniger calurus) ist dem Schuppenkopfbülbül ähnlich, aber größer und schwerer, an der Unterseite teils dunkler grün, teils heller mit mehr Orange-gelb, die Stimmen sind sehr unterschiedlich. Der gleichfalls ähnliche Cabanisbülbül (Phyllastrephus cabanisi) hat aber eine cremefarbene Kehle, ist matter und an der Unterseite olivgelb gefärbt. Xavierbülbül (Phyllastrephus xavieri) und Zeisigbülbül (Phyllastrephus icterinus) sind an der Unterseite einschließlich der Kehle gelb.

## Geografische Variation
Es werden folgende Unterarten anerkannt:
- P. a. albigularis (Sharpe, 1882), Nominatform – vom Senegal und von Gambia bis Sudan, Westuganda und Osten der Demokratischen Republik Kongo
- P. a. viridiceps Rand, 1955 – Nordwestangola

## Stimme
Die Art wird als sehr lärmig beschrieben mit aufsteigendem harschen „shree-shree“ auf eine Reihe gleicher nasale Töne endend sowie als Folge kurzer abrupter variierter Töne, die ausklingen, klar aber nicht harmonisch.

## Lebensweise
Die Nahrung besteht hauptsächlich aus Insekten und deren Larven, mitunter auch aus Früchten, die im Unterwuchs und bis auf mittlere Baumhöhe gesucht werden. Die Art tritt paarweise und in kleinen Familiengruppen auf und ist häufig in gemischten Jagdgemeinschaften anzutreffen. Sie reagiert heftig auf Lockrufe.
Die Brutzeit liegt zwischen Januar und Mai sowie im Oktober in Uganda. Das Gelege besteht aus 2 Eiern, die vom Weibchen ausgebrütet werden.

## Gefährdungssituation
Der Bestand gilt als „nicht gefährdet“ (Least Concern).